# Jelačić

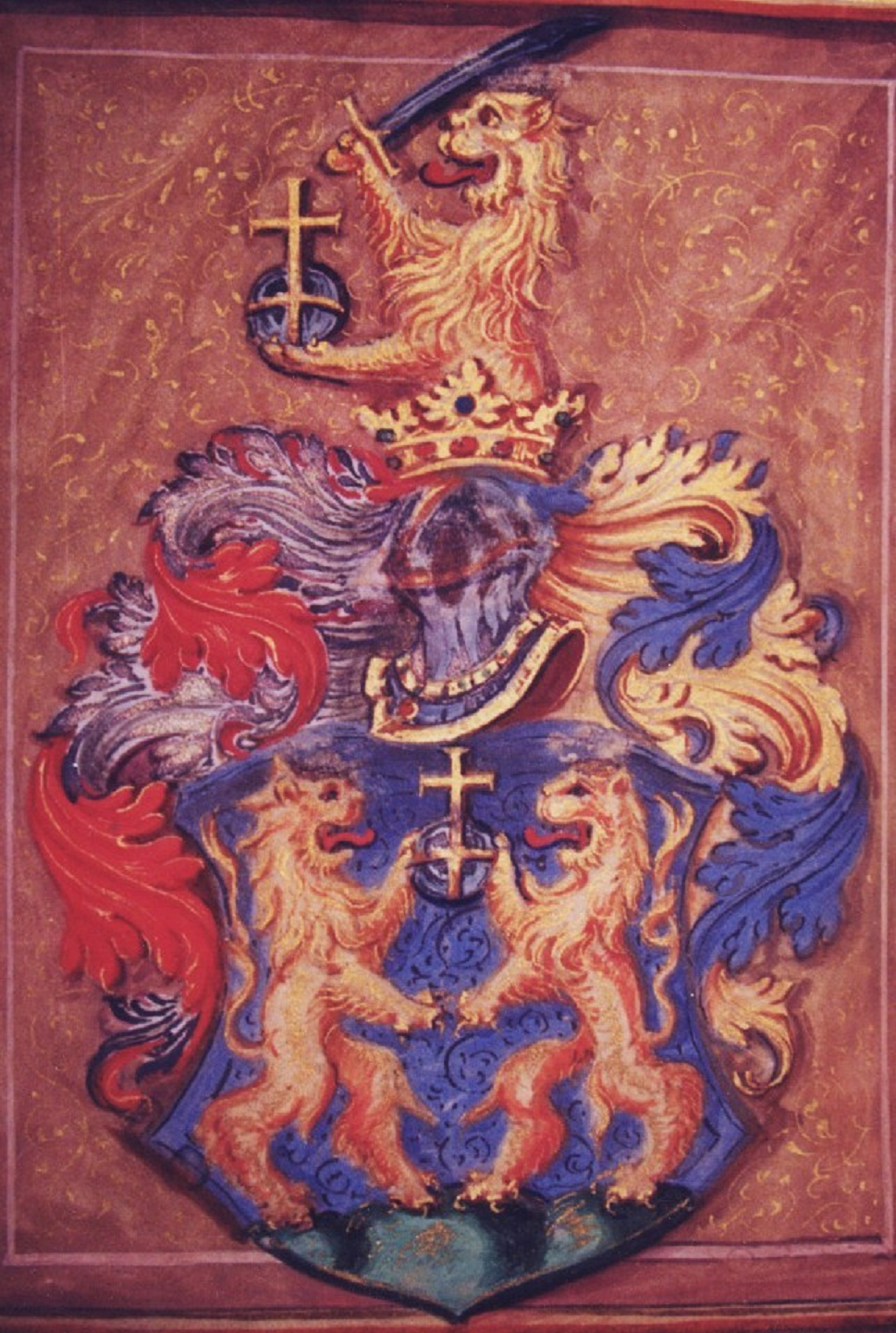
Ältestes Wappen der
Jelačić (1579)

Die Jelačić von Bužim, auch Jellačić de Bužim, (kroatisch Jelačići od Bužima oder auch Jelačići Bužimski) sind ein altes kroatisch-österreichisches Adelsgeschlecht, welches 1797 in den Freiherrenstand und 1855 in den Grafenstand erhoben wurde.
Zeitgenössisch erscheint der Name Jelačić verschieden geschrieben, und zwar als Jellačić, Jelacić, Jellachich oder Jelacsics. Das zusätzliche Prädikat Bužim wurde im 18. Jahrhundert üblich. Herrührend vom Besitz Bužim, ist es zuerst belegt für Franz (1746–1810) und seinen Sohn, das bekannteste Mitglied der Familie, den kroatischen Ban Joseph Graf Jelačić (1801–1859), der seinerzeit stets mit Jellačić unterzeichnete.

## Geschichte
Die Familie der kroatischen Edelleute Jelačić stammt aus Slawonien. Nachdem die ungarisch-kroatischen Heere 1493 von den Osmanen auf der Krbava vernichtend geschlagen worden waren, wurde der kroatische Adel dezimiert und ein Teil Kroatiens (heute Slawonien) besetzt. Einige Mitglieder der Familie konvertierten anschließend zum Islam und erlangten im Osmanischen Reich angesehene Positionen.
Ende des 15. Jahrhunderts ist Antonius als ältester bekannter Namensträger des römisch-katholisch gebliebenen Familienzweiges im nördlichen Kroatien bezeugt. Anfang des 16. Jahrhunderts hielten die Jelačić von Buzim – jener Familienzweig dem der spätere Banus entstammte – ihren Grundbesitz an der Kupa und im Turopolje (Türkenfeld, auch Auerochsenfeld) bei Agram (Zagreb); auch Samobor bei Agram war zeitweilig in ihrem Besitz.
Nach der Rückeroberung des Gebietes durch Kaiser Leopold I. dienten die Jelačić fortan für Jahrhunderte im österreichischen Heer. Besonders in den Grenzregimentern der Militärgrenze und der Bekämpfung der ständigen Überfälle an der Grenze von Bosnien und Serbien spielten sie eine bedeutende Rolle. Der erste war der Serezanerhauptmann Albert Jelačić von Buzim.
Franz von Jelačić (1746–1810) wurde für die heldenmütige Verteidigung von Feldkirch in Vorarlberg während der Napoleonischen Kriege 1797 mit dem Ritterkreuz des Militär-Maria-Theresien-Ordens ausgezeichnet und 1799 in den Freiherrenstand erhoben. Er war seit 1799 mit Anna Freiin Portner von Höflein (* 10. Mai 1775; † 28. November 1837) vermählt.
Seinem Sohn Joseph, dem Feldzeugmeister und Ban von Kroatien, wurde durch Allerhöchste Entschließung Kaiser Franz Josephs I. mit Diplom vom 12. Juli 1855 der Grafenstand verliehen und mit Allerhöchstem Handschreiben vom 26. Mai 1859 und Bestätigungsurkunde vom 15. Januar 1860 auf seine beiden Brüder Anton und Georg übertragen.

## Persönlichkeiten

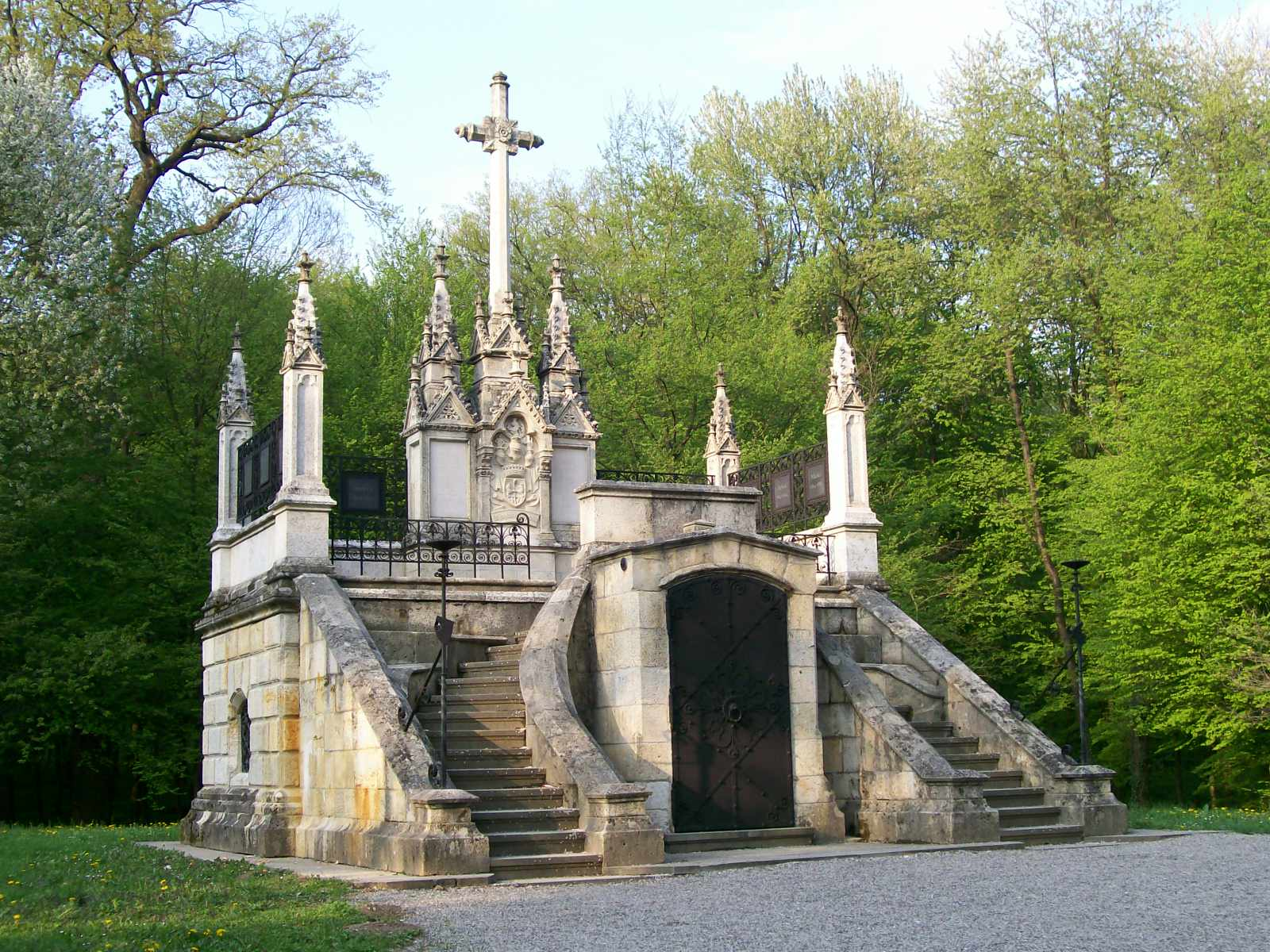
Familiengruft der Jelačić in Zaprešić, Kroatien

- Joseph Graf Jelačić von Bužim (1801–1859), war k. k. Generalmajor (1848), sodann Feldmarschalleutnant (1848), schließlich Feldzeugmeister (1849). MTO am 29. Juni 1849.
- Georg Anton Graf Jelačić von Bužim (1805–1901), war k. k. Generalmajor (1849), sodann Feldmarschalleutnant (1856).
- Anton Graf Jelačić von Bužim (1807–1875), war k. k. Generalmajor (1854). 1859 wurde er mit dem Feldmarschalleutnant-Charakter ad honores geehrt.
- Raiko Radevoj Miladin Gavaric de Jelacic Buzim Hohenberg (* 1978), Hauptmann des Österreichischen Bundesheers, Träger des Grossen Ehrenzeichens für Verdienste um die Republik Österreich durch seinen Einsatz als UN Soldat SFOR

Die heute lebenden Familienmitglieder der Familie sind allesamt Nachkommen des Feldmarschalleutnants Franz Freiherr von Jelačić. Luise Gräfin Jelacic und ihre Tochter Marie-Louise leben in den USA. Der Rest der Familie lebt seit 1918 in der Schweiz, zum größten Teil im Kanton Aargau (Stand: Dezember 2021).

## Wappen

### Historische Wappendarstellungen

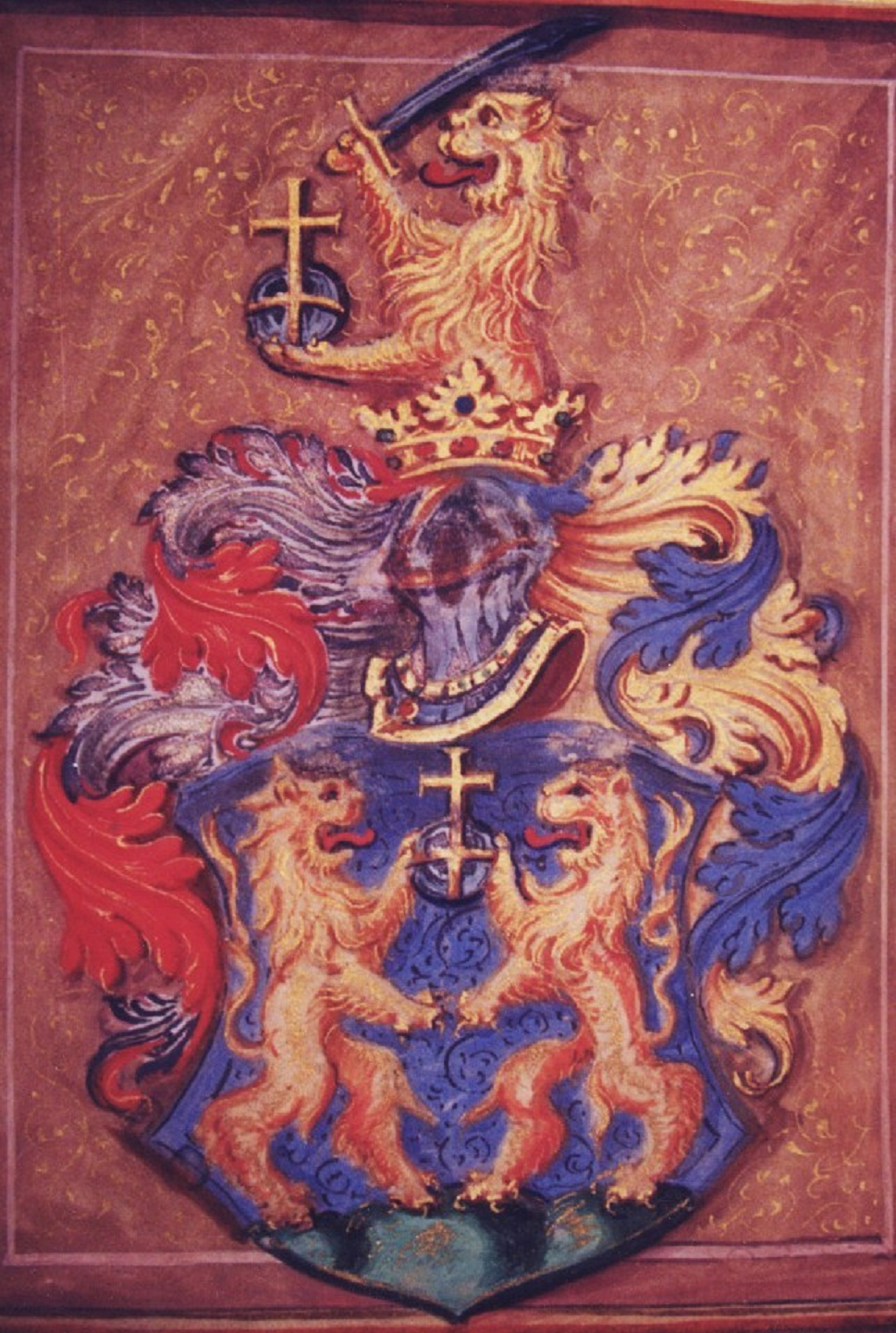
Ältestes Wappen der Jelačić im Adelsbrief von 1579
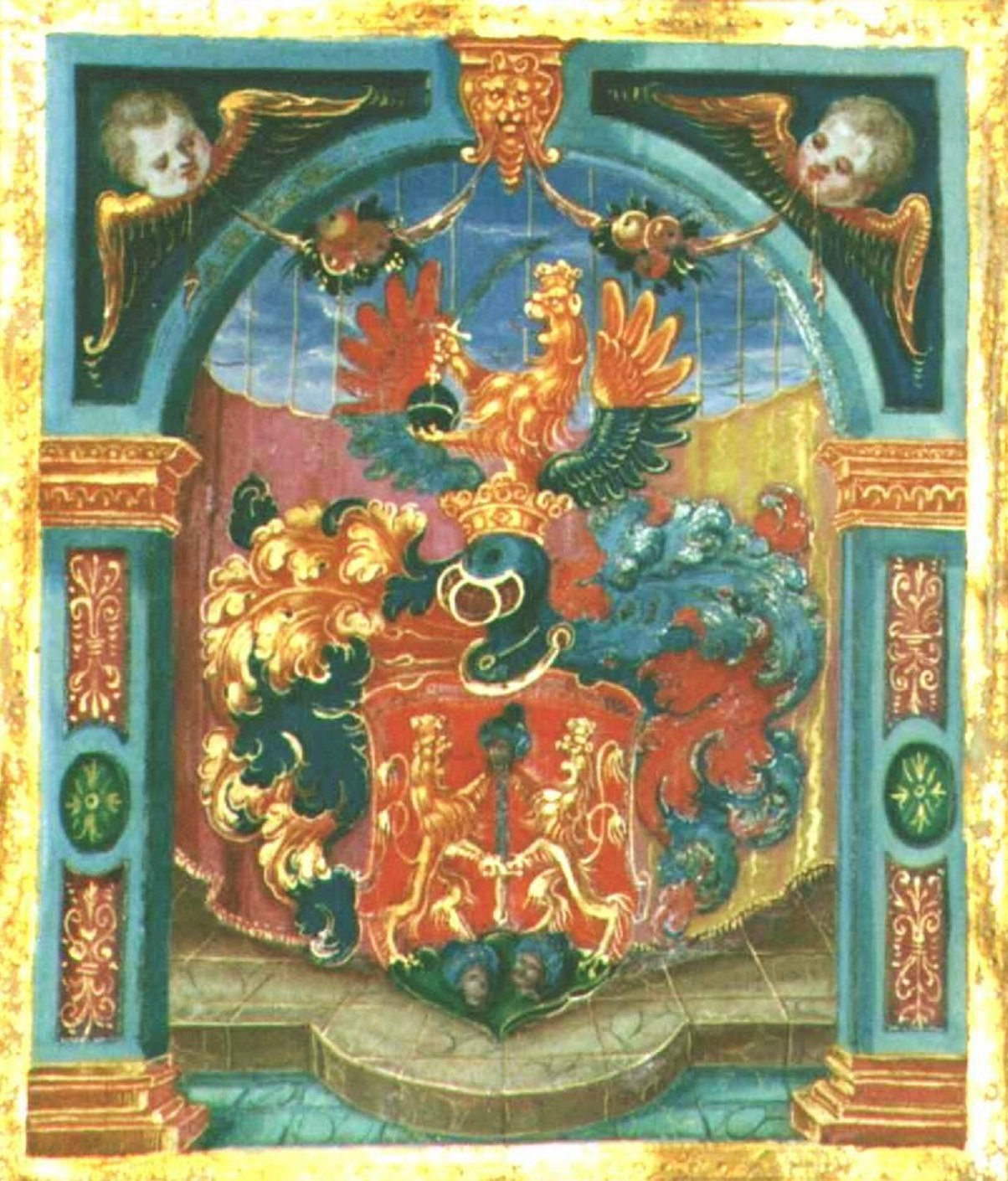
Wappen der Jelačić im Adelsbrief von 1614
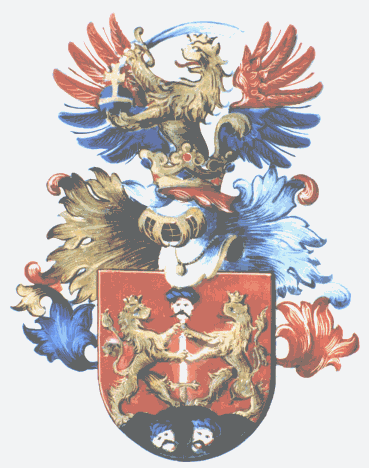
Wappen der Jelačić, Darstellung ähnlich der im Adelsbrief von 1614
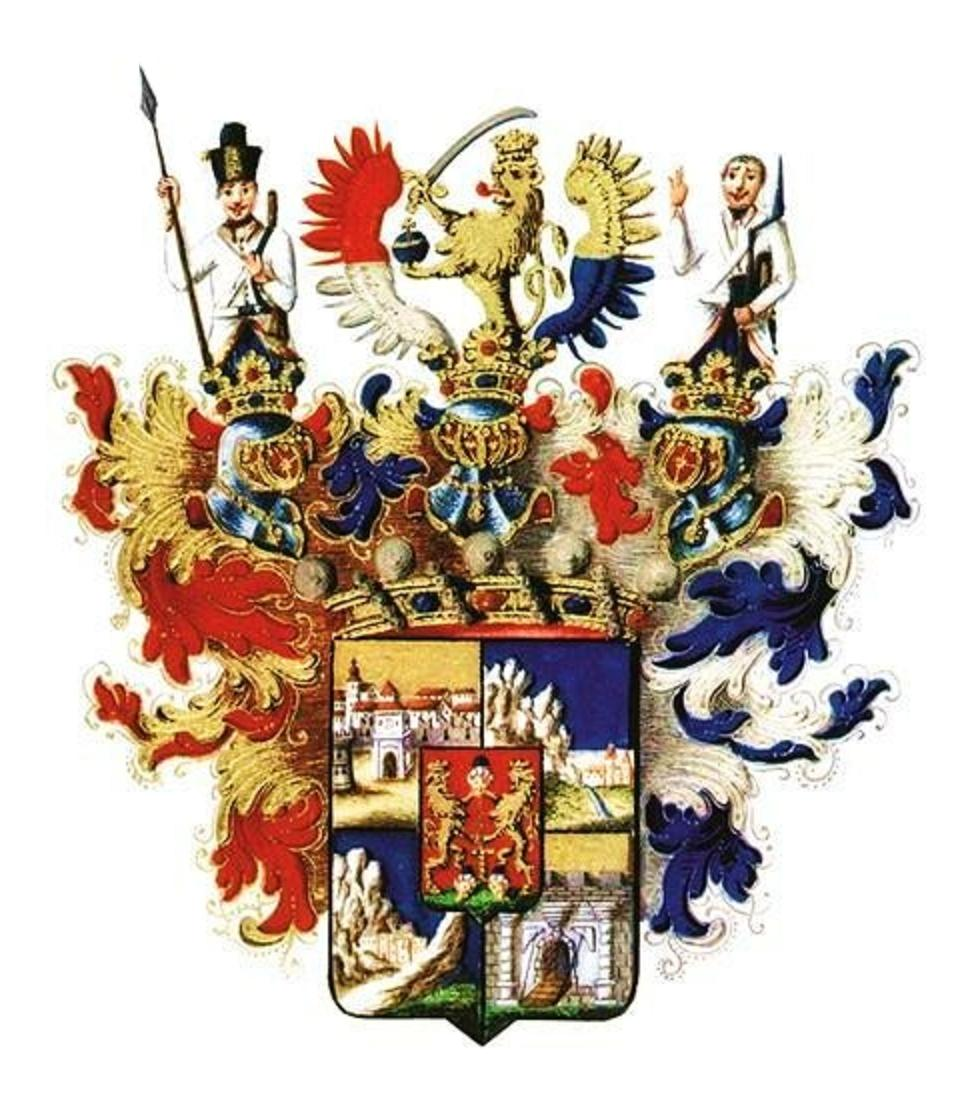
Baronatswappen (1808)
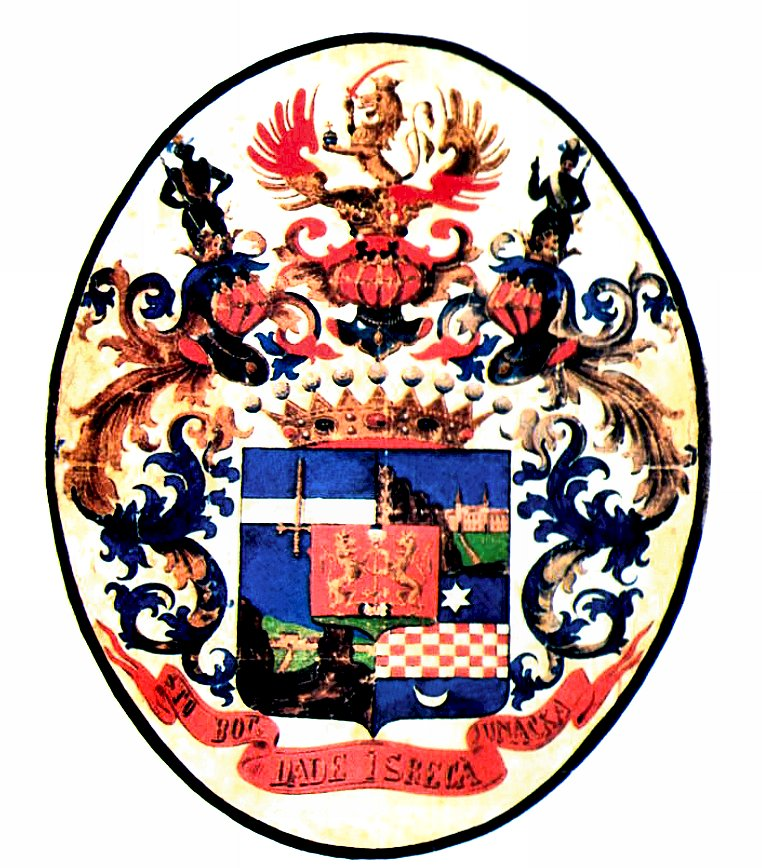
Wappen der Grafen Jelačić von Bužim (1854)
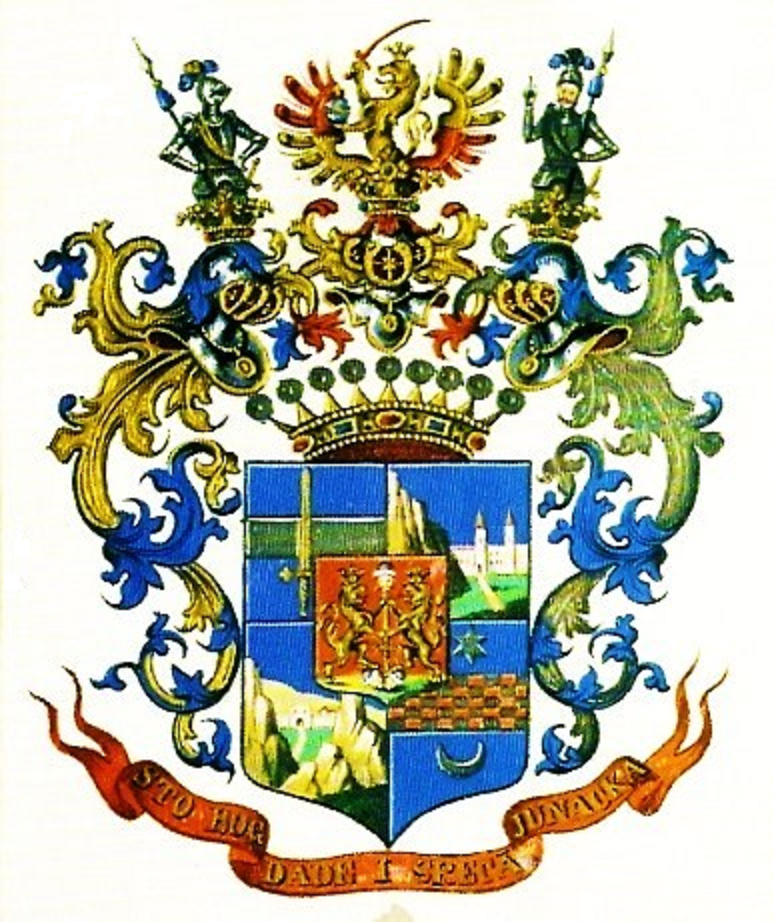
Grafenwappen im Diplom von 1860
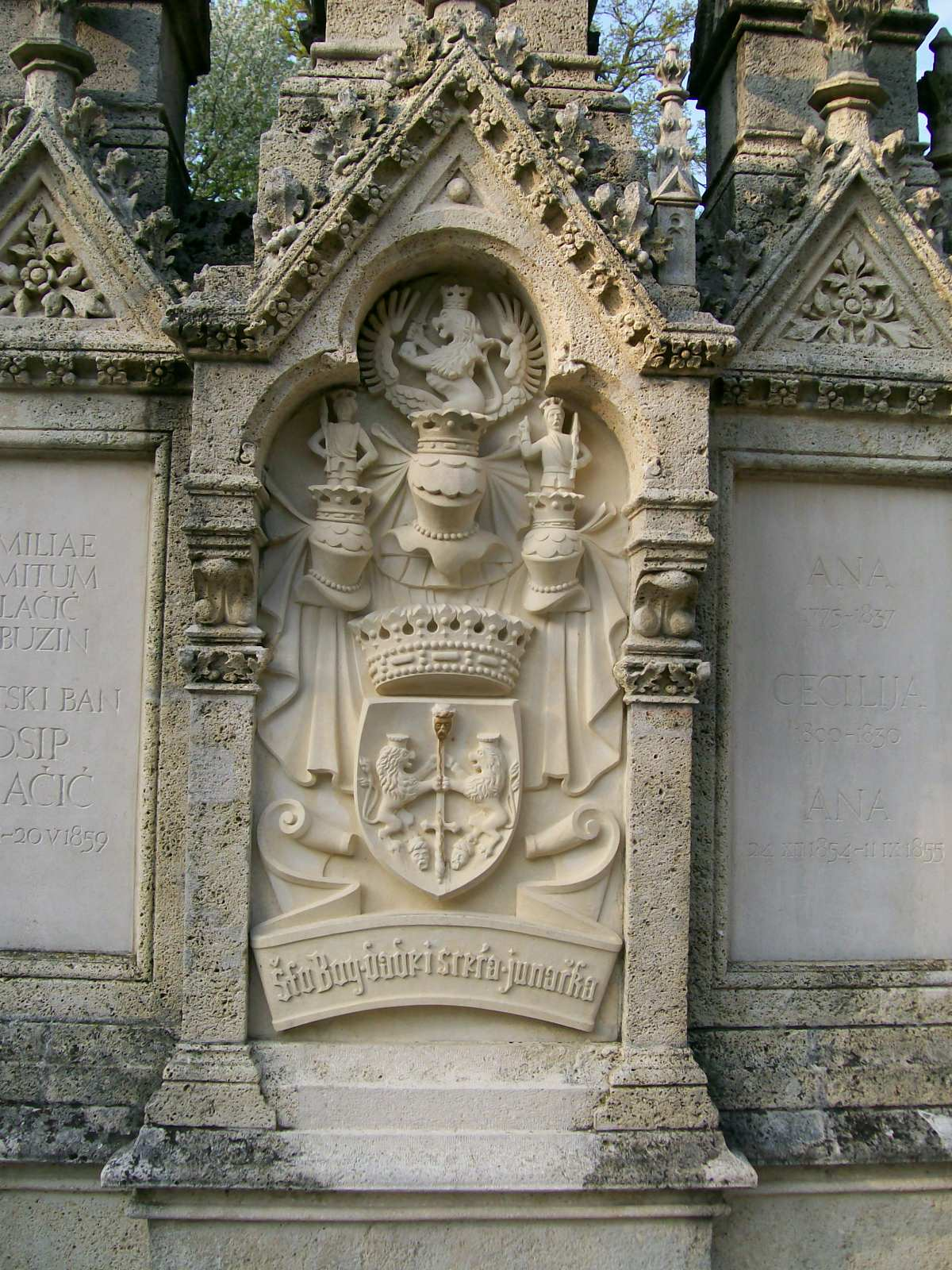
Wappen der Grafen Jelačić (Stammwappenschild mit drei Helmen, die schon 1808 zugestanden wurden)

1579: Die Söhne des 1551 urkundlichen Marko (Markus) Jelačić, erhalten 1579 für ihre Verdienste in den Schlachten gegen die osmanischen Türken von Kaiser und König Rudolf II. einen Adelsbrief, nämlich Ivan (Johann), Juraj (Georg), Nikola (Nikolaus), Petar (Peter) und Gabrijel (Gabriel), sowie deren Schwester Ana (Anna). Es zeigt im blauen Schild auf grünem Dreiberg zwei zugewendete goldene Löwen, gemeinsam einen Reichsapfel haltend, auf dem gekrönten Stechhelm mit rechts rot-silbernen, links blau-goldenen Helmdecken ein wachsender goldener Löwe, mit der Rechten einen Säbel schwingend, in der Linken einen Reichsapfel haltend.
1614: Das 1614 von Kaiser und König Matthias denselben Geschwistern, sowie dem weiteren Bruder Mihajl (Michael), der wahrscheinlich schon gestorben oder möglicherweise ausgewandert war, zugestandene Wappen drückt, wie viele zeitgenössische Wappenbilder anderer Adelsgeschlechter der Region auch, in seinem nun roten Schild anti-osmanische Propaganda aus, darin nämlich auf grünem Dreiberg zwei zugewendete zweischwänzige gekrönte goldene Löwen, die gemeinsam ein goldenes Schwert halten, auf dessen Spitze ein Türkenkopf mit blauem Turban steckt, über zwei am Boden liegenden Türkenköpfen mit blauem Turban. Auf dem gekrönten Bügelhelm mit rechts blau-goldenen, links rot-silbernen Helmdecken ein wachsender gekrönter goldener Löwe, mit der Rechten einen Säbel schwingend, in der Linken einen Reichsapfel haltend, zwischen offenem, von rechts rot-silbern, links blau-golden (in anderen Darstellungen auch von Rot und Blau) geteiltem offenen Fluge.
1808 Gevierter Schild und belegt mit Herzschild. Herzschild: Auf grünem Boden ein pfahlweise aufwärts gestelltes goldenes Schwert, auf dem ein vorwärtsgewandter Türkenkopf mit weißem Turban und blauem Fez aufgesteckt ist, welches zwei gegeneinander aufgerichtete, doppelschwänzige, gekrönte und rot bezungte Löwen stützen. Diese stützen sich jeweils mit ihren rechten Hinterpranken auf einen der zwei dem Schwertknaufe angeschobenen Türkenköpfe, die dem oben beschriebenen gleichen. Feld 1: in Gold auf grünem Boden die Festung Achau, Feld 2: in Blau auf grünem Boden das Schloss Feldkirch neben natürlichem Felsen, Feld 3: in Blau zwischen natürlichen Felsen in einer Schlucht der Luciansteig, Feld 4 vor goldenem Grund eine hohe silberne Zinnenmauer mit großem Tor zwischen Wandsäulen (Zürich). Auf dem Schild mit Baronskrone drei Helme: mitten Stammwappenhelm, auf den beiden Äußeren je ein wachsender Soldat, der rechte mit Lanze und umhängenden Gewehr, der linke mit Schwurhand und bei Fuß stehendem Gewehr.
1855, 1860: Feld 1: In Blau ein silberner Querbalken, worüber ein goldenes Schwert pfahlweise gestellt ist (Erinnerung an den Drau-Übergang im Jahre 1848);
2: in Blau ein Schweizergebirge auf grünem Boden, der Teilung angeschoben, im Hintergrunde eine rote Kirche mit zwei Türmen, zu welcher sich ein Weg schrägwärts zieht (Erinnerung an den Schauplatz, wo der Vater des Grafen Joseph den Maria Theresien-Orden erkämpfte: Feldkirch);
3: auch in Blau erheben sich aus dem Fußrande zwei Felsenwände, zwischen denen auf grünem Boden ein rotes Gebäude, zu dem schräglinks ein Weg führt und im Hintergrunde ein Alpengebirge zu sehen ist (Erinnerung an Luziensteig, wo des Grafen Joseph Vater gleichfalls sich hervorgetan hat);
4: gleich den übrigen in Blau ein von Rot und Silber in fünf Querreihen geschachter Querbalken, oben von einem silbernen Sterne, unten von einem aufwärts gerichteten silbernen Halbmonde begleitet (das kroatische, von den beim kroatischen Adel häufig vorkommenden Emblemen des Sternes und Halbmondes begleitete Wappen). Auf dem Schilde ruht die Grafenkrone mit drei darauf gestellten goldgekrönten Turnierhelmen. Aus der Krone des mittleren wächst ein doppelschwänziger gekrönter, rot bezungter goldener Löwe, in der Öffnung eines rechts rot und golden, links abgewechselt quer geteilten Adlerfluges rechtwärts hervor, in der rechten Vorderpranke schwingt er einen roten Säbel über sich empor, in der linken trägt er vor sich einen blauen golden gefassten Reichsapfel (der ursprüngliche Helmschmuck des Jelačić'schen Wappens).
Aus den Kronen des rechten und linken Helmes wachsen je ein vorwärts gekehrter Mann in schwarz angelaufener Rüstung, der Mann auf dem rechten Helme mit geschlossenem Visier, der Helm mit einer goldenen Straußenfeder zwischen zwei blauen besteckt, mit goldener Schärpe über die rechte Achsel, mit einem gleichen Schwertgriffe und Gurt, in der Rechten eine Lanze mit blauer Quaste haltend, die Linke in die Hüfte gestemmt. Der Mann auf dem linken Helme hat das Visier offen, trägt auf dem Helme eine silberne Straußenfeder zwischen zwei blauen, Schärpe und Schwertgurt sind silbern, die Rechte hält er zum Schwur erhoben, in der Linken eine Lanze mit blauer Quaste. Helmdecken. Die des mittleren Helmes rot mit Gold unterlegt, die der beiden anderen blau, am rechten Helme mit Gold, am linken mit Silber unterlegt. Devise. Unter dem Schilde ein flatterndes rotes Band, worauf der bei dem Übergang über die Drau von dem Banus angenommene Wahlspruch: Što bog dade i sreća junačka (Was Gott gibt und Heldenglück) in goldener Lapidarschrift angebracht ist.